# 抗糖尿病药
抗糖尿病藥用於降低血中的葡萄糖濃度來治療糖尿病。除了胰島素、艾塞那肽、利拉魯肽和普蘭林肽外，其他的都是經由經由口服，所以又稱為口服降血糖藥或口服抗高血糖藥。選擇抗糖尿病藥是基於糖尿病的種類、年齡、個人情況及其他原因。
1型糖尿病是因為缺乏胰島素所致。所以需要以注射胰島素的方式來治療。
2型糖尿病是因為細胞會抵抗胰島素，可以用以下方法治療：
1. 使胰臟增加胰島素的分泌量。
2. 增加細胞對胰島素的敏感性。
3. 減少腸胃道吸收葡萄糖的速率。

目前有幾種的藥物對於2型糖尿病有療效，大多是口服給藥，且常以併用的方式給予。對於2型糖尿病的合併療法中可能包含胰島素，但並非必要，所以通常只有在口服藥物完全治療失敗之後，才會考慮給予。不過現在還在尋找胰島素跟口服藥物合併治療的可能性。對於2型糖尿病患者而言，注射胰島素的優點之一是，經過良好教育的患者可以在使用簡單的血糖測量器檢測血糖後，根據結果靈活調整胰島素的劑量，甚至能夠增加劑量。

## 胰島素
胰島素通常是以皮下注射給藥，另外也可以用注射或是胰島素幫浦給藥。其它的給藥路徑正在研究中。於緊急情況，胰島素也可以靜脈注射給予。一般來說，胰島素以它們在體內的代謝速率快慢分類，共分成四類。

## 增敏劑
胰島素增敏劑用於治療2型糖尿病的主要問題 ─ 胰島素抗拒。

### 雙胍類
雙胍類減少肝醣的輸出，且增加周邊吸收葡萄糖的能力，包括骨骼肌。二甲雙胍是目前最常用於小孩及青少年的降血糖藥，儘管如此，它還是必須要小心的使用於肝腎功能不良的病患。值得注意的是，在常用的糖尿用藥中，二甲雙胍並不會造成體重增加。
雙胍類可以使病患的糖化血色素值降低1.5-2%。
- 二甲雙胍(成分名：metformin)可能是同時患有心衰竭病患的最佳選擇，但當病患需要進行放射檢查且要注射顯影劑時，可能必須要暫時停止此藥物。如果是乳酸中毒（英语：lactic acidosis）的高危險群病人，也不適用此藥物；或者是當病患出現乳酸中毒現象時，也須要暫停使用。[1]
- 苯乙雙胍（英语：Phenformin），1960年代到1980年代間使用，但因為乳酸中毒的風險已經下市。[2]
- 丁福明同樣也是因為乳酸中毒的原因下市。[3]

二甲雙胍是目前用於治療2型糖尿病的第一線用藥。過去，通常是生活習慣改良失敗之後，才開始使用此藥物；不過現在的方針是生活習慣改良跟此藥物一起進行。現在有一種緩釋劑型，保留給無法耐受腸胃道副作用的病患。它也可以跟其它的藥物一起併用。

### 噻唑烷二酮類
此類藥物會鍵結到過氧化體增殖劑活化受體γ(PPARγ)，過氧化體增殖劑活化受體γ是一種核調節蛋白，會去調節基因而控制了醣類及脂類的代謝。這些過氧化體增殖劑活化受體作用在過氧化體增殖劑的反應元件上。這些反應元件會去影響胰島素敏感性基因，而增加了胰島素依賴型酵素之信使RNA的生產，最後的結果就是細胞可以將葡萄糖運用的更好。
一般來說，此類藥物可以使病患的糖化血色素值降低1.5-2%。
- 羅格列酮(商品名：Avandia)：2010年九月，歐洲藥物管理局（European Medicine Agency, EMA）建議歐盟將此藥物下市，因為它有越來越多的心血管風險問題出現。[5]
- 吡格列酮
- 曲格列酮（英语：troglitazone）：使用於1990年代，結果因為肝炎及肝臟損傷風險的緣故而下市。[6]

許多的回顧性研究大多都著重在羅格列酮的安全性，總體來看，此類藥物對於糖尿病是有益處的。應該要注意的是使用此類藥物的病人，出現越來越多跟心血管有關的報告。ADOPT (A Diabetes Outcome Progression Trial)顯示一開始就使用此類藥物可以減緩病程，結果跟DREAM (Diabetes REduction Assessment with ramipril and rosiglitazone Medication)試驗相同。

## 增泌劑

### 硫醯基尿素類
硫醯基尿素類是第一個廣泛使用的口服降血糖藥。這類藥物為胰島素增泌劑，藉由抑制胰臟β細胞的KATP通道，而促進胰島素釋放。已經有八個不同型態的此種藥物在北美上市過，但現在並非每一個都還存在。第二代的硫醯基尿素類是現在比較常用的；它們比第一代更有效，且副作用可能更小，但兩者都會造成體重增加及低血糖。一份2012年的報告指出，硫醯基尿素類比起二甲雙胍有較高的死亡率。
硫醯基尿素類會和血浆蛋白強力結合。這類藥物只使用於2型糖尿病，因為它們會促進內生性胰島素的釋放。對於超過40歲且糖尿病史在10年以下的病患，硫醯基尿素類有很好的效果。此類藥物不能用於1型糖尿病及妊娠糖尿病，這兩類病患比較適合用二甲雙胍或者是噻唑烷二酮類的藥物。
第二代硫醯基尿素類藥物可以使病患的糖化血色素值降低1.0-2.0%。
第一代硫醯基尿素類：
- 甲苯磺丁脲（英语：Tolbutamide）
- 醋酸己脲（英语：Acetohexamide）
- 妥拉磺脲（英语：Tolazamide）
- 氯磺丙脲（英语：Chlorpropamide）

第二代硫醯基尿素類：
- 格列吡嗪（英语：Glipizide）
- 格列苯脲
- 格列美脲
- 格列齊特
- 格列喹酮（英语：Gliquidone）
- Glycopyramide

### 非硫醯基尿素類
苯丙胺酸衍生物
(Meglitinides)
苯丙胺酸衍生物促進胰島素釋放且常被稱為短效增泌劑。此類藥物跟硫醯基尿素類作用在同樣的通道，但是不一樣的結合位點。關閉了胰臟β細胞的KATP通道通道，打開鈣離子通道，而增加胰島素的釋放。
苯丙胺酸衍生物可以使病患的糖化血色素值降低0.5-1.0%。
- 瑞格列奈
- 那格列奈（英语：Nateglinide）

副作用有：低血糖、體重增加。

## α - 葡萄糖甘酶抑制劑
主條目：α - 葡萄糖甘酶抑制劑(Alpha-glucosidase inhibitors)
α - 葡萄糖甘酶抑制劑是抗糖尿病藥但並非降血糖藥，因為此類藥物沒有直接促進胰島素分泌或增加敏感性的作用。此類藥物會減緩澱粉在小腸的消化吸收，使葡萄糖緩慢的進入全身循環系統，補足增敏劑或增泌劑不足的地方。
α - 葡萄糖甘酶抑制劑可以使病患的糖化血色素值降低0.5-1.0%。
- 米格列醇（英语：Miglitol）
- 阿卡波糖（英语：Acarbose）
- 伏格列波糖（英语：Voglibose）

因為此類藥物嚴重的副作用，像是胃腸氣脹，所以這類藥物在美國很少使用。相較之下，在歐洲地區就比較常使用。此類藥物的優點是沒有體重增加的副作用。
研究者發現灰樹花多糖有降低血糖的作用。

## 胜肽相似物

### 注射型增泌素相似物
有兩個分子符合增泌素的標準
1. 類昇糖素肽胜-1 (glucagon-like peptide-1, GLP-1)
2. 胃抑素 (gastric inhibitory peptide, GIP)

兩者都會遭到雙基胜肽酶-4(dipeptidyl peptidase-4)快速的去活化。

### 注射型類昇糖素肽胜及致效劑
昇糖素肽胜致效劑鍵結到細胞膜上的GLP受體，促使胰島素釋放。內生性類昇糖素肽胜的半衰期只有幾分鐘，而它的類似物也沒有實用價值。
- 艾塞那肽
- 利拉鲁肽：一天一次的人類肽胜類似物，是由諾和諾德發展出來並以商品名Victoza發行。歐洲藥品管理局於2009年7月3日認證此藥物。美國食品藥品監督管理局於2010年1月25日認證。[18][19][20][21][22][23]
- Taspoglutide：目前在臨床試驗第三階段。

這些藥物可能會使胃活動力下降，產生噁心感。

### 胃抑素
美國食品藥品監督管理局沒有核准

### 雙基胜肽酶-4 抑制劑
主條目：雙基胜肽酶-4 抑制劑 (Dipeptidyl Peptidase-4 Inhibitors)
類昇糖素肽胜-1會使體重下降，但也有較多的腸胃道副作用；雙基胜肽酶-4 抑制劑較沒有體重增加的困擾但會使感染及頭痛的機率上升。兩者都可以做為其他降血糖藥的替代品。
雙基胜肽酶-4 抑制劑會抑制雙基胜肽酶-4而減少類昇糖素肽胜-1的降解。
- 維格列汀
- 西格列汀
- 沙格列汀
- 利格列汀
- 阿格列汀
- septagliptin

雙基胜肽酶-4 抑制劑可以使病患的糖化血色素值降低0.74%。

### 注射型糊精類似物
糊精致效劑相似物減緩胃排空時間及抑制胰高血糖素。

## 比較
以下表格比較一些常見的抗糖尿病药。
| 藥物         | 藥理機轉                                           | 作用位置   | 主要優勢                          | 主要 副作用                                                              |
| ------------ | -------------------------------------------------- | ---------- | --------------------------------- | ------------------------------------------------------------------------ |
| 硫醯基尿素類 | 抑制胰臟β細胞的KATP通道通道而使胰島素釋放          | 胰臟β細胞  | - 有效 - 便宜                     | - 低血糖 - 體重增加 - 跟二甲雙胍相比，有較高的死亡風險                   |
| 二甲雙胍     | 減少 胰島素抵抗                                    | 肝         | - 輕微的體重增加 - 不會造成低血糖 | - 腸胃道症狀, 包括噁心、腹瀉、腹痛 - 乳酸中毒 - 維他命B12缺乏 - 金屬味覺 |
| 阿卡波糖     | 減少腸道葡萄糖吸收                                 | 腸胃道     | - 低風險                          | - 腸胃道症狀, 包括腹瀉、胃腸氣脹                                         |
| 噻唑烷二酮類 | 鍵結到過氧化體增殖劑活化受器γ(PPARγ)減少胰島素抵抗 | 脂質、肌肉 |                                   | - 肝毒性                                                                 |

大多的抗糖尿病藥對懷孕都是禁忌，建議使用胰島素。

## 治療指引

### 2020 美國糖尿病協會治療指引
如上述治療仍未達血糖目標，應使用胰島素治療

### 2020 美國臨床內分泌協會和美國內分泌學會之治療指引
糖尿病前期管理
糖尿病血糖控制流程圖
如上述治療仍未達血糖目標，應使用胰島素治療

## 替代療法
已經有許多科學家針對藥用植物來做研究，看是否能夠治療糖尿病，但是一直都沒有強而有力的證據來支持它們的療效。 肉桂有降低血糖的功用，但是否真的能夠用於治療糖尿病還是未知數。 補充chromium
對健康人而言， 並沒有好處；卻可以幫助糖尿病患代謝葡萄糖，但目前的證據還很微弱。